# Crenularia concolor
Crenularia concolor är en fjärilsart som beskrevs av George Thomas Bethune-Baker 1906. Crenularia concolor ingår i släktet Crenularia och familjen nattflyn. Inga underarter finns listade i Catalogue of Life.